# 尾崎峰穗
尾崎峰穗（日语：／ Ozaki Mineho，1963年9月20日—），日本男子田径运动员。他曾代表日本参加1984年、1988年、1992年、1996年、2000年、2004年和2008年夏季残疾人奥林匹克运动会田径比赛，获得五枚金牌、一枚银牌和五枚铜牌。